# Сылчим

Сылчим — река в России, протекает в Гайнском районе Пермского края. Устье реки находится в 15 км по левому берегу реки Булач. Длина реки составляет 24 км.
Исток реки у деревни Данилово в 5 км к югу от села Гайны. Хотя исток находится всего в 3 километрах от Камы, река течёт в сторону от неё, будучи отделённой от камского русла холмистой грядой. Течёт главным образом на юго-восток, протекает вблизи деревень Модоробо, Елёво, Чуршино, Васькино (Гайнское сельское поселение). Впадает в Булач в 5 км к северо-востоку от деревни Имасы (Иванчинское сельское поселение).

## Данные водного реестра
По данным государственного водного реестра России относится к Камскому бассейновому округу, водохозяйственный участок реки — Кама от истока до водомерного поста у села Бондюг, речной подбассейн реки — бассейны притоков Камы до впадения Белой. Речной бассейн реки — Кама.
По данным геоинформационной системы водохозяйственного районирования территории РФ, подготовленной Федеральным агентством водных ресурсов:
- Код водного объекта в государственном водном реестре — 10010100112111100003024
- Код по гидрологической изученности (ГИ) — 111100302
- Код бассейна — 10.01.01.001
- Номер тома по ГИ — 11
- Выпуск по ГИ — 1